# Karol Węglarzy
Karol Węglarzy (ur. 13 listopada 1941 w Kończycach Wielkich) – polski polityk, zootechnik, nauczyciel akademicki, profesor nauk rolniczych, samorządowiec, poseł na Sejm PRL VIII kadencji.

## Życiorys
Syn Henryka i Zofii. Ukończył w 1966 studia z zakresu techniki rolniczej na Akademii Rolniczej w Krakowie. Uzyskał doktorat, a w 2006 stopień doktora habilitowanego nauk rolniczych. W 2011 otrzymał tytuł profesora nauk rolniczych.
W okresie PRL był przewodniczącym Rolniczego Kombinatu Spółdzielczego w Goleszowie. Później zatrudniony również na kierowniczych stanowiskach w spółkach handlowych. Jako pracownik naukowy pracował w Instytucie Zootechniki – Państwowym Instytucie Badawczym. Objął stanowisko profesora nadzwyczajnego na Akademii Techniczno-Humanistycznej w Bielsku-Białej. Jest autorem artykułów i publikacji naukowych z zakresu chowu i zdrowotności zwierząt, ochrony środowiska rolniczego oraz ekologii produkcji rolniczej.
W 1967 wstąpił do Polskiej Zjednoczonej Partii Robotniczej, był członkiem komitetu gminnego PZPR w Goleszowie, a także członkiem egzekutywy Komitetu Wojewódzkiego PZPR w Bielsku-Białej. W latach 1980–1985 sprawował mandat posła na Sejm PRL VIII kadencji.
W 2001 wstąpił do Platformy Obywatelskiej, z ramienia której w 2006 i 2010 uzyskiwał mandat radnego sejmiku śląskiego. W 2014 nie ubiegał się o reelekcję. W 2015 bez powodzenia kandydował do Senatu w okręgu wyborczym nr 79
Odznaczony m.in. Złotym Krzyżem Zasługi (1980) oraz Krzyżem Oficerskim Orderu Odrodzenia Polski (2005). Posiada zaświadczenie z IPN nadające mu status pokrzywdzonego.